# Cimetière communal de Bobigny
Le cimetière communal de Bobigny est un cimetière se trouvant à Bobigny. C'est l'un des deux cimetières de la commune, avec le cimetière musulman de Bobigny.
Il est accessible par le boulevard Maurice-Thorez et la station de métro Bobigny - Pablo Picasso sur la ligne 5 du métro de Paris.

## Description

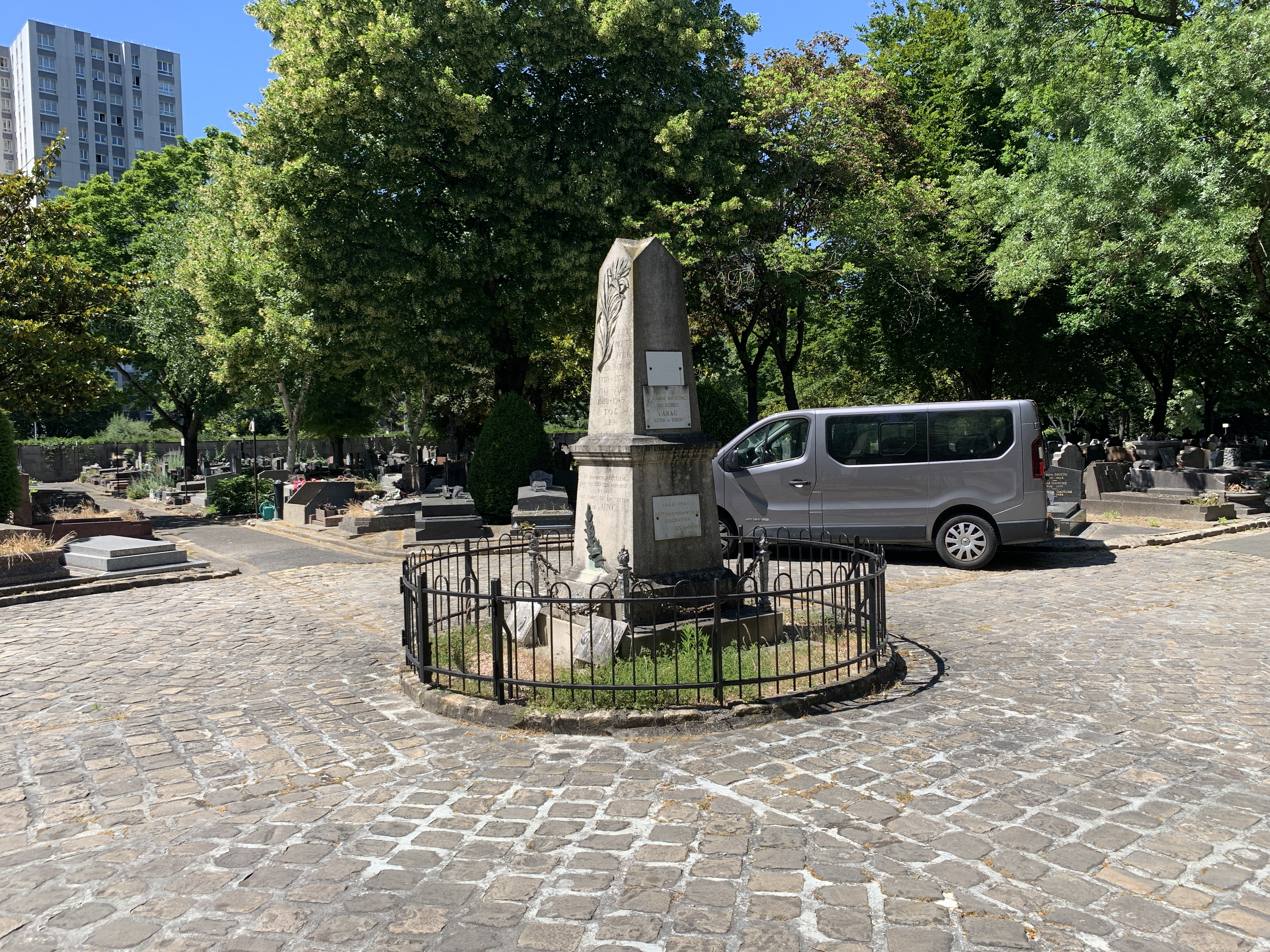
Le monument aux morts.

On y trouve un monument aux Morts de la Première Guerre mondiale, où l'on recensait 190 victimes. Il s'y trouve aussi un carré militaire à la mémoire des trente-neuf victimes balbynienne de la Seconde Guerre mondiale.
Un jardin du souvenir y a été aménagé.

## Historique

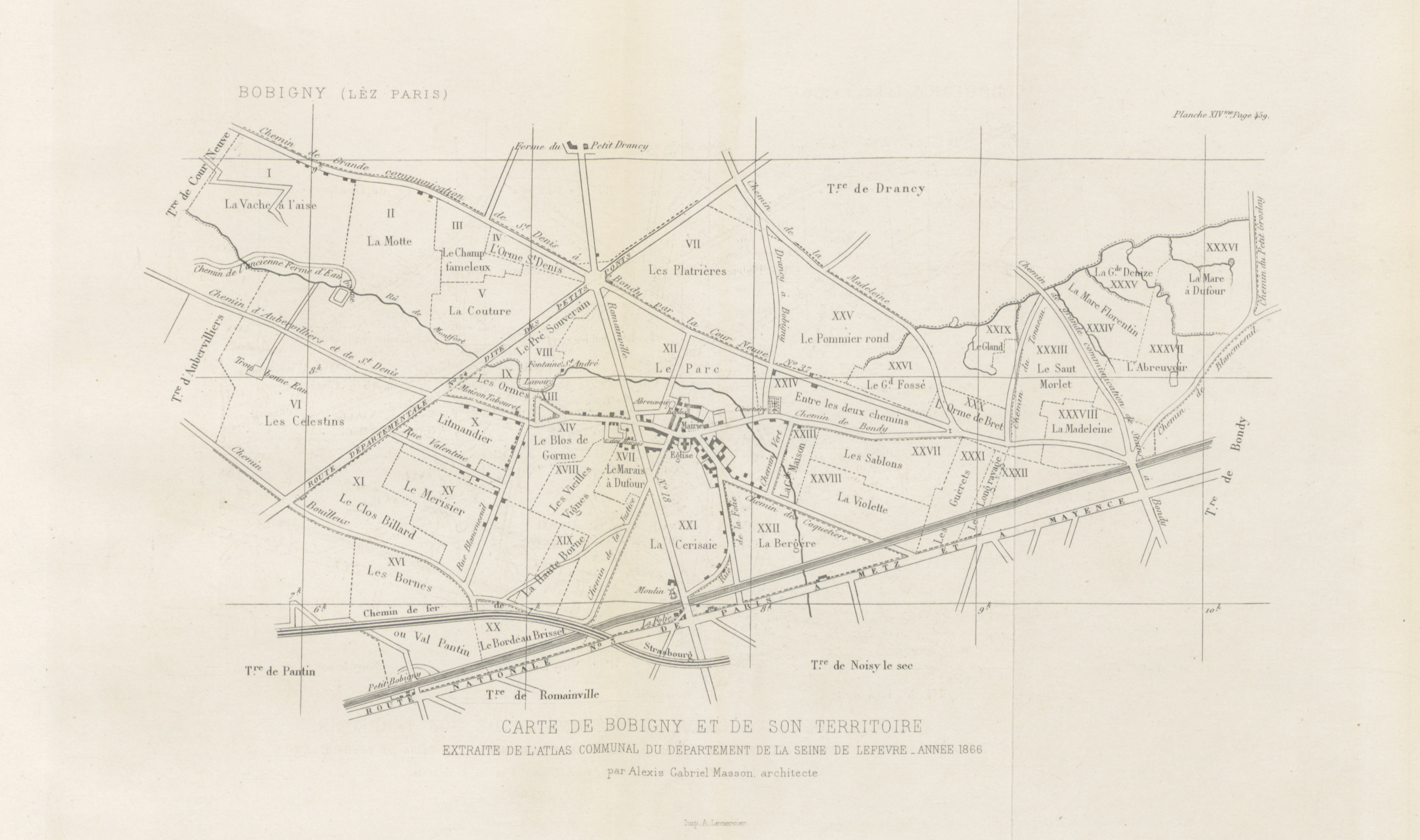
Plan de Bobigny en 1887 : le cimetière y est visible.

Le cimetière communal de Bobigny fut créé  en  1854. Il est administré par le Syndicat intercommunal funéraire de la région parisienne, dont la ville est membre.

## Personnalités
Plusieurs maires de la ville y ont été inhumés:
- Bernard Birsinger,
- René Guesnier,
- Edmée Boudier,
- Michel Montigny,
- Antoine Boyer,
- Louis Sénèque,
- Jean Merie,
- Auguste Hippolyte Jollin.

Autre personnalité :
- Marcel Broucxau, mort le 5 août 1944 à Neuengamme[8]. Son nom est attribué à la rue Neuve par délibération du 31 juillet 1947[9].